# Engel kontra Magyarország
Az Engel kontra Magyarország ügy az Emberi Jogok Európai Bírósága előtt zajlott, ahol a felperes Engel azzal érvelt, hogy fogvatartásának és szállításának körülményei embertelen és megalázó bánásmódnak minősültek, és sértették a magánélet tiszteletben tartásához fűződő jogát is. A kérelmező az Emberi Jogok Európai Egyezményének a 13. és a 14. cikkel együtt olvasott 3. és 8. cikkeire támaszkodott. Engel azért perelt, mert egyszerre fogyatékossággal élő és fogvatartott személyként a fegyházban töltött szabadságvesztése alatt alapvető jogait megsértették. A Bíróság megállapította, hogy Magyarország megsértette Engel jogait, mivel a kérelmező megalázó bánásmódnak volt kitéve.

## Tények
A kérelmező (Engel Zoltán Péter) 1962-ben született és Szegeden élt. 2003. május 13-án a kérelmezőt fegyveres rablás közben tetten érték. Az ezt követő lövöldözés során a kérelmező megölt egy rendőrt, egy másikat pedig megsebesített. A kérelmező maga is gerincsérülést szenvedett, melynek következtében deréktól lefelé mindkét lába megbénult. Jelenleg 100%-os rokkant, csak kerekesszékben képes mozogni.
A kérelmezőt életfogytig tartó szabadságvesztésre ítélték. 2005. február 25. és 2006. december 15. között a Szegedi Fegyház és Börtönben tartották fogva. Egészségi állapota miatt nem tudta teljesíteni az egészséges fogvatartottakra vonatkozó követelményeket, és személyzeti segítséget sem kapott. Mosakodásban, illemhely használatában cellatársaira szorult, megfelelő fürdőszéket sem biztosítottak számára. Fogyatékossága miatt zaklatták, ezért nem élt a napi szabad levegőn tartózkodás lehetőségével, ráadásul az udvar egyenetlen felszíne miatt kerekesszékkel nem tudta használni azt.
A fogvatartottak Magyarországon működtetett besorolási rendszere alapján a veszélyesnek tartott fogvatartottakat a IV. biztonsági kategóriába sorolják. A IV. biztonsági csoportba sorolás szigorúbb biztonsági szabályokat jelent, és félévente felülvizsgálandó. A kérelmezőt is, mint IV. biztonsági csoportba sorolt elítéltként mindig övbilincsben szállították. A szállító járműben biztonsági öv sem volt felszerelve, kényszerhelyzetben utazott, fejét az ajtóhoz szorítva tudta csak megtartani magát, ami rendszeres fejsérüléseket okozott. Be- és kiszálláskor a személyzet időnként az övénél fogva vonszolta, horzsolásokat okozva. Máskor kerekesszékben, benne ülve, a jármű lépcsőin legurították. Előadása szerint gyakran egyszemélyes fülkébe zárták, ahol egy kanyarban kiesett a székből, és övbilincsben, kezeivel maga alatt, a padlón fekve utazott tovább.

## Érvek

### A kérelmező érvei
A kérelmező azt állította, hogy a fogva tartás és szállítás körülményei megalázóak és embertelenek voltak, ami szerinte sértette az emberi méltóságát, tehát ezzel kapcsolatban a 3. cikkre hivatkozott. Azt is sérelmezte, hogy IV. biztonsági csoportba sorolták, amit nem tudott bíróság előtt megtámadni, és amely szerinte egészségi állapotához mérten indokolatlan és aránytalan volt. Ezen felül a kérelmező úgy érezte, hogy sérült a magánélethez való joga is, ezért az Egyezmény 8. cikkének sérelmét is állította, amely a magán- és családi élet tiszteletben tartását garantálja.
Továbbá azt is kifogásolta, hogy nem volt lehetősége hatékonyan fellépni a sérelmei ellen a hazai hatóságoknál. Ezzel kapcsolatban az Egyezmény 13. cikkére utalt, amely szerint mindenkinek joga van ahhoz, hogy a jogsérelmei esetén hatékony jogorvoslattal élhessen, még akkor is, ha a sérelmet hivatalos személyek okozták. A kérelmező szerint a panaszaival nem foglalkoztak érdemben.
Végül az Egyezmény 14. cikkére is hivatkozott, amely kimondja, hogy a biztosított jogokat mindenki számára, hátrányos megkülönböztetés nélkül kell biztosítani. Úgy vélte, hogy fogyatékossága és egészségi állapota miatt hátrányos helyzetbe került a fogvatartása során, és emiatt nem részesült egyenlő bánásmódban.
A kérelmező álláspontja szerint ezek a sérelmek nem alkalmi vagy egyedi esetek voltak, hanem tartósan fennálltak a Szegedi Fegyház és Börtönben töltött teljes időszak alatt. Emiatt úgy vélte, hogy az ügyében nem alkalmazható az Egyezmény egyik technikai szabálya sem, például az, amely szerint hat hónapon belül kell panaszt tenni, mert a jogsértések folyamatosan fennálltak.

### A kormány érvei
A Kormány vitatta a kérelmező állításait. Elsődlegesen arra hivatkozott, hogy az Egyezmény 35. cikkének (1) bekezdésében foglalt hathónapos szabály alapján a vizsgálat tárgyát képező időszak 2006. március 21-én kezdődött – azaz pontosan hat hónappal a kérelem benyújtását megelőzően –, és 2006. december 15-én zárult le, amikor a kérelmezőt áthelyezték a Sopronkőhidai Fegyház és Börtön speciálisan kialakított részlegébe. Ezzel kapcsolatban a Kormány kiemelte, hogy az említett intézmény felszereltsége alkalmas volt fogyatékossággal élő fogvatartottak megfelelő elhelyezésére.
A Szegedi Fegyház és Börtönben eltöltött időszak vonatkozásában a Kormány azt állította, hogy a sérelmezett körülmények és események nem érték el azt a súlyossági küszöböt, amely az Egyezmény 3. cikkének alkalmazhatóságához szükséges. Ezen álláspontját különösen azokra a gyors intézkedésekre alapozta, amelyeket a hatóságok a felmerült panaszok orvoslása érdekében tettek.
A fogvatartási körülményekkel kapcsolatban a Kormány részletes vizsgálatokat rendelt el, amelyek szerint a kérelmező celláját akadálymentesítették, segédeszközökkel látták el, és szobatársai önként segítették őt a napi teendőkben. A napi sétához elkülönített udvart biztosítottak számára, hogy elkerülje a többi fogvatartott zaklatását. Ez a rész részletesen dokumentálja a panaszokat és a hatósági válaszokat.
A 13. cikk sérelmére válaszul a Kormány rámutatott, hogy a kérelmező minden esetben lehetőséget kapott panaszai megtételére, amelyeket a Büntetés-végrehajtás Országos Parancsnoksága, az ügyészség és más hatóságok megvizsgáltak. Az Egyezmény 14. cikkével összefüggésben pedig úgy vélte, hogy nem állt fenn hátrányos megkülönböztetés, hiszen a kérelmező állapotára tekintettel számos külön intézkedést tettek.
Továbbá a Kormány szerint a kifogásolt fogva tartási körülmények nem sértették a kérelmezőnek az Egyezmény 8. cikke által védett jogait sem, mivel a magánélet bizonyos fokú korlátozása a fegyház fokozatú szabadságvesztés büntetés természetes és elkerülhetetlen velejárója volt.

## Bíróság értékelése
A Bíróság úgy vélte, hogy a kérelmező panaszát kizárólag az Egyezmény 3. cikke alapján kell vizsgálni, a többi hivatkozott cikk nem adott önálló kérdést az Egyezmény értelmében, vagy a 3. cikk keretében már értékelhetők voltak.
A 3. cikk kimondja: „Senkit sem lehet kínzásnak, vagy embertelen, megalázó bánásmódnak, vagy büntetésnek alávetni.”
Hangsúlyozta, hogy a 3. cikk megsértésének megállapításához az adott bánásmódnak el kell érnie egy minimális súlyossági küszöböt. Ennek megítélése mindig az ügy egyedi körülményein múlik, így például a bántalmazás időtartamán, fizikai és lelki hatásain, valamint bizonyos esetekben az áldozat egészségi állapotán, nemén és életkorán.
A Bíróság szerint a kérelmező, aki súlyosan mozgáskorlátozott volt, teljes mértékben zárkatársai segítségére szorult a legalapvetőbb mindennapi tevékenységek elvégzéséhez, mint például a tisztálkodás, öltözködés vagy a mellékhelyiség használata. Ez a kiszolgáltatott helyzet hosszú időn keresztül fennállt, és akkor is sértette az emberi méltóságot, ha a segítségnyújtás önkéntes volt. A Bíróság szerint a sérelmek összességében, folyamatukban értékelendők, nem pedig elszigetelt esetként.
A szállítási körülmények kapcsán megállapították, hogy a kérelmező járműben való elhelyezése nem felelt meg a biztonsági és emberi jogi előírásoknak. A tolószék nem volt rögzítve, az autó nem rendelkezett biztonsági övvel, és a kérelmezőt bilincsben szállították, ami fokozta a kényelmetlenséget és megaláztatást. Emellett az orvosi ellátás késlekedése az egyik esést követően tovább súlyosbította a helyzetet.
Összességében a Bíróság úgy ítélte meg, hogy a kérelmező fogva tartása és szállítása olyan bánásmódot jelentett, amely elérte az embertelen és megalázó bánásmód súlyossági küszöbét. A kulcsmondatban a Bíróság így fogalmazott: „A súlyosság e minimális szintjének megítélése relatív; az ügy összes körülményétől [...] is függ.”

## A Bíróság döntése
A Bíróság megállapította, hogy a kérelmezőt a Szegedi Fegyház és Börtönben olyan megalázó bánásmód érte, amely sértette az Emberi Jogok Európai Egyezménye 3. cikkét. A Kormány ugyan később tett lépéseket a körülmények javítására, ezek azonban túl későn történtek, és nem voltak alkalmasak a jogsértés orvoslására. A Bíróság ezért a kérelmező által kért teljes összeget, 12 000 euró nem vagyoni kártérítést ítélt meg.

## Az eset utóélete
Az Engel kontra Magyarország ügy jelentős precedensként jelenik meg a fogvatartási körülményekkel és különösen a mozgáskorlátozott fogvatartottak bánásmódjával kapcsolatban. A Magyar Helsinki Bizottság 2020. április 20-án benyújtott Rule 9 szerinti beadványa – amely a Varga és mások kontra Magyarország és az István Gábor Kovács kontra Magyarország ügyek végrehajtásáról szól – többször is hivatkozik az Engel ügyre. Az Engel kontra Magyarország ügyet példaként említik a börtönkörülmények miatti embertelen bánásmóddal kapcsolatos panaszok sikeres érvényesítésére. A Bizottság hangsúlyozza, hogy az Engel ügy hozzájárult ahhoz a bírói gyakorlat kialakulásához, amely végül a Varga és mások kontra Magyarország pilotítélethez vezetett. Ez a pilotügy rákényszerítette Magyarországot a fogvatartási körülmények (főként a túlzsúfoltság) rendszerszintű kezelésére. Bár az Engel ügy nyomán elmarasztalták Magyarországot, a beadvány szerint a kapcsolódó strukturális problémák – mint az akadálymentesítés hiánya, a személyes tér korlátozottsága, az embertelen szállítási körülmények – továbbra is fennállnak, és a jogorvoslati mechanizmusok sem működnek megfelelően. Az Engel ügy kapcsán felmerülő problémák a jelenlegi kártérítési rendszer kritikáiban is visszaköszönnek: a túl szűk jogértelmezés, a gyakorlatbeli eltérések, valamint az, hogy a rendszer nem kínál tényleges jogorvoslatot a rossz bánásmódban részesült fogvatartottaknak.
A sajtóban az ügy visszhangja kettős volt: míg a hivatalos szervek szerint nem történt szabálytalanság, a sajtó érzékeltette, hogy a hatósági válaszok elsősorban formaiak voltak, és nem adtak érdemi választ az embertelen bánásmód vádjára. A tudósítás burkoltan bírálta a rendszer érzéketlenségét a súlyosan mozgáskorlátozott elítélt speciális szükségleteivel szemben.